# 岐阜市役所
岐阜市役所（ぎふしやくしょ）は、日本の地方公共団体である岐阜市の地方公共団体としての事務を行う施設（役所）。
岐阜市司町の岐阜大学医学部跡地（ぎふメディアコスモス南）に新庁舎が建設され、2021年（令和3年）4月9日に完成式典を行った。4月中旬より市役所機能の移転が順次行われ、5月6日に開庁した。
現在の庁舎は4代目である。初代は1889年（明治22年）完成で所在地は西野町、2代目は1919年（大正8年）完成で所在地は美江寺町、3代目は1966年（昭和41年）完成で所在地は今沢町であった。

## 概要
- 本庁舎は18階建。
- 立体駐車場（5階建）が隣接する。立体駐車場の1階は岐阜バス「岐阜市役所・メディアコスモス」バス停が設置されている。
- 1階にはエントランスモールと市民交流スペース「ミンナト」、2階には市民多目的スペースとレストラン、4階にはテラス「みどりの丘」、15階と17階には展望スペース「つかさデッキ」があり、市民のスペースとして開放されている。
- 本庁舎完成後も、旧庁舎のうち明徳庁舎は2021年10月現在使用されている。

## 本庁舎

### 業務内容
- 18階
  - 教育政策課
  - 教育施設課
  - 学校指導課
  - 幼児教育課
  - 学校給食課
  - 学校安全支援課
  - 社会・青少年教育課
  - 子ども政策課
- 17階
  - まちづくり推進政策課
  - 空家対策課
  - 開発指導景観課
  - 建築指導課
  - 公共建築整備課
  - 公共建築保全課
  - 住宅課
  - 工事検査室
- 16階
  - 基盤整備政策課
  - 広域事業推進課
  - 土木管理課
  - 土木調査課
  - 道路建設課
  - 道路維持課
  - 河川課
  - 水防対策課
  - 公共用地課
- 15階
  - 都市建設政策課
  - 都市計画課
  - 交通政策課
  - 市街地再開発課
  - 駅周辺事業推進課
  - 公園整備課
  - 区画整理課
  - 歴史まちづくり課
- 14階
  - 環境政策課
  - 環境施設課
  - 産業廃棄物指導課
  - 環境一課
  - 環境二課
  - 低炭素・資源循環課
  - 環境保全課
- 13階
  - 経済政策課
  - 商工課
  - 企業立地推進課
  - 労働雇用課
  - 農林課
  - 農地整備課
  - 農業委員会事務局
  - 市民協働推進政策課
  - 男女共生・生涯学習推進課
- 12階
  - 統計分析課
  - 職員育成課
  - 選挙管理委員会事務局
  - 岐阜市職員労働組合連合会
- 11階
  - 行政課
  - 公平委員会
  - 内部統制推進課
  - 契約課
  - 人事課
  - 会計課
  - 監査課
- 10階
  - ぎふ魅力づくり推進政策課
  - 観光コンベンション課
  - 文化芸術課
  - 国際課
  - 市民スポーツ課
  - 文化財保護課
  - 福祉政策課
  - 指導監査課
- 9階
  - 総合政策課
  - 未来創造研究室
  - 政策調整課
  - 統計分析課
  - 行財政改革課
  - 税事務推進課
  - 市民生活政策課
  - 防犯・交通安全課
- 8階
  - （庁舎設備）
- 7階
  - 職員厚生課
  - デジタル戦略課
  - デジタル技術活用推進室
- 6階
  - 災害対策本部会議室
  - 都市防災政策課
  - 防災対策課
  - 大会議室
- 5階
  - 秘書課
  - 広報広聴課
  - 市政記者室
  - プレスルーム
- 4階
  - 議場
  - 議会総務課
  - 議事調査課
- 3階
  - 税制課
  - 市民税課
  - 資産税課
  - 納税課
  - 生活福祉一課
  - 生活福祉二課
  - 管財課
- 2階
  - 国保・年金課（国民健康保険）
  - 介護保険課
  - 子ども支援課
  - 子ども保育課
  - 市民相談室
  - 消費生活センター
  - 人権啓発センター
  - 上下水道料金センター
  - 岐阜県住宅供給公社岐阜事務所
- 1階
  - 市民課
  - 国保・年金課（国民年金）
  - 高齢福祉課
  - 障がい福祉課
  - 福祉医療課

### エントランス
2022年1月、JR岐阜駅にある「黄金の信長像」の1/7縮小版（駅前の像と同じ田畑功による作品）が、岩田時計舗から市に寄贈され市役所1階の総合案内所横に展示されている。
また、1982年3月に姉妹都市イタリア・フィレンツェ市から寄贈され旧庁舎前バス停前に設置されていたライオン像「マルゾッコ像」が、新庁舎正面玄関に移設され2022年3月2日に除幕式が行われた。

### 新庁舎建設
- 旧庁舎の老朽化、および庁舎が4か所に分散していることから、岐阜市司町の岐阜大学医学部跡地（ぎふメディアコスモス南）に新庁舎が建設された。地上18階、高さ84.45mの超高層建築物となる計画で、2018年4月27日に起工式を行った。2021年度の開庁を目指し[6]、2021年5月6日に開庁した[3]。
- プロポーザル選定委員会で当選したのは9階建ての低層庁舎であったが、一般公表されないまま、非公開の「内部協議」で18階建て高層庁舎へ大幅変更された。プロポーザルで「低層庁舎」を提案した業者が選ばれながら、発注者である岐阜市の意向で「高層庁舎」へ大幅に設計変更させられ、一方で「高層庁舎」を提案した業者が落選したという結果になっている。基本的には原案通り・あるいは微修正で進むのがプロポーザル方式であり、採用された原案からの大幅変更は異例である[7]。
- また、市長や議員ら特別職の専用エレベーターの設置が計画されていたが、このエレベーターについて、市民から「特権エレベーター」との批判が出たため、この設置を取りやめた。特別職専用エレベーターは、18階建て新庁舎の全10基のうち、2基を割り当てる予定だった。4階の議場や5階の市長室などに移動する際の使用が主な目的。市は「特別職の安全への配慮や、火災など緊急時の対応のため」と設置理由を説明していた。市民の批判を受けた市は昨年2月、「市民も利用可能」と方針を変更。最終的には、市民が市役所を利用するのに8基で対応できると判断し、「特別職専用」の2基の設置をやめたという[8]。
- 新庁舎に隣接して建設予定の新駐車場（432台収容）には、公用車用スペースが11台分しか確保されていない。新庁舎では来庁者用スペースは現状に比べ約120台分増えることから、現在は民間駐車場を賃借している公用車約160台の一部を新駐車場に移せば経費削減につながるとの意見が出ていた[9]。

## 明徳庁舎
- 所在地は岐阜市明徳町2番地1。
- 建物は地上3階建（鉄骨鉄筋コンクリート造）。敷地面積287.32㎡、建築面積217.71㎡、延床面積554.16㎡。
- 旧・岐阜市信用保証協会の建物であり、2012年岐阜市信用保証協会より寄附された。

## 旧庁舎

### 本庁舎

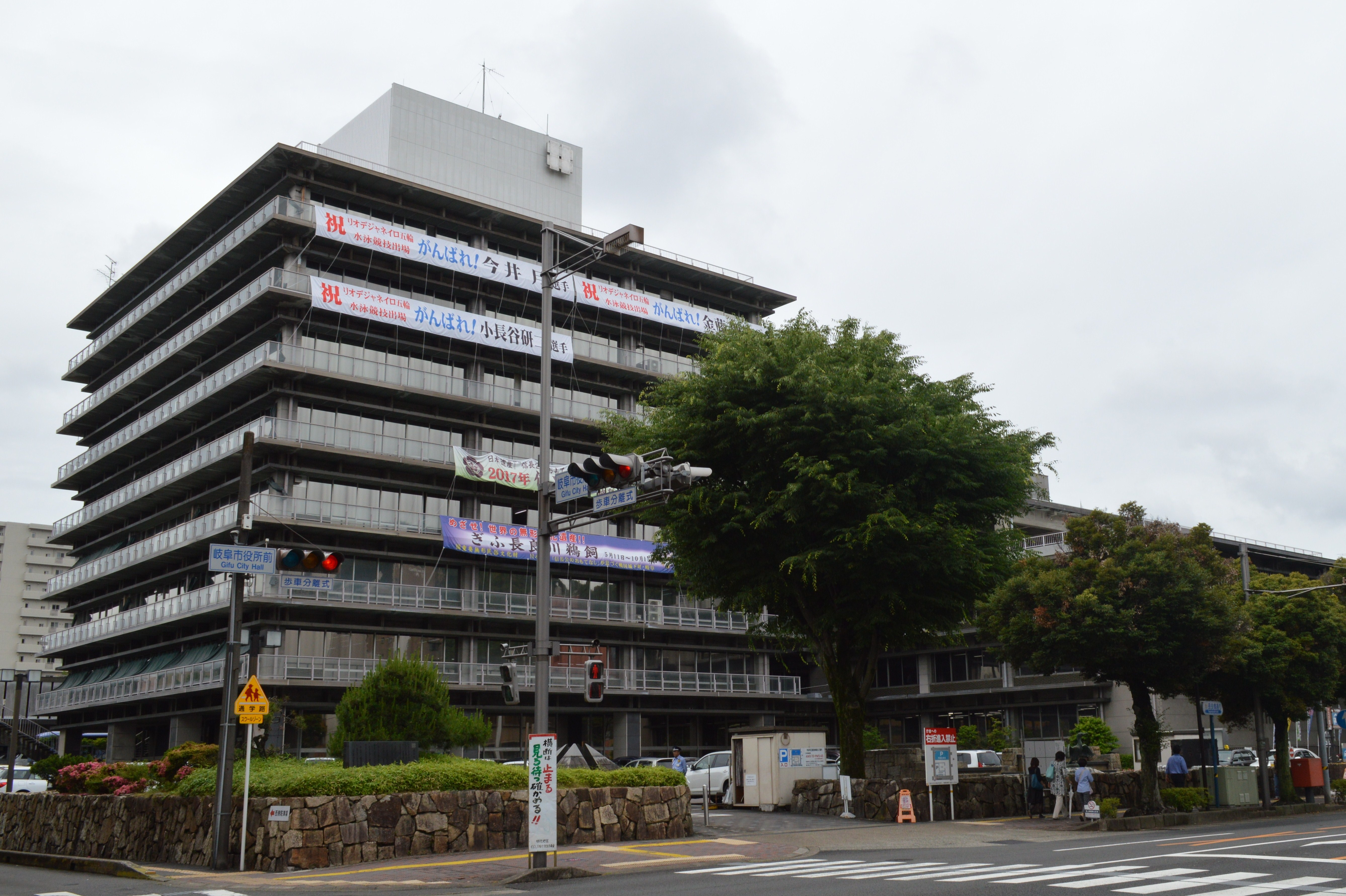
2021年まで使用されていた本庁舎

1966年（昭和41年）2月1日完成の3代目の市役所。鉄筋コンクリート構造の地上8階地下2階の建物であり、敷地面積11638.08㎡、建築面積4198.33㎡、延床面17439.58㎡。所在地は岐阜市今沢町18番地。
なお、旧本庁舎前には噴水があり、大須賀力作の鵜の銅像があったが、新庁舎建設により鵜の銅像は長良川うかいミュージアムに移設されて2022年8月3日に除幕式が行われた。
- 8階
  - 都市建設部（都市建設政策課、拠点整備課など）
  - 工事検査室
  - 岐阜県住宅供給公社岐阜事務所
- 7階
  - 行政部（契約課、情報システム課）
  - 選挙管理委員会事務局
- 6階
  - 企画部（総合政策課、企画調整課など）
  - まちづくり推進部（まちづくり景観課など）
  - 都市建設部（都市計画課）
  - 基盤整備部（土木管理課、土木調査課）
- 5階
  - 福祉部（指導監査課）
  - まちづくり推進部（まちなか歩き推進課）
  - 基盤整備部（基盤整備政策課、道路建設課など）
- 4階
  - 財政部（行財政改革課）
  - 行政部（行政課、人事課）
  - 福祉部（福祉政策課、介護保険課）
  - 議場・委員会室
- 3階
  - 市長公室
  - 財政部（財政課）
  - 議会事務局
  - 議長室・副議長室
- 2階
  - 財政部（税制課、諸税課など）
  - 行政部（職員厚生課）
  - 市民参画部（市民相談室）
  - 市民生活部（市民生活政策課など）
  - 福祉部（生活福祉課など）
- 1階
  - 行政部（管財課など）
  - 市民生活部（市民課）
  - 福祉部（障がい福祉課など）
  - 会計課
  - 総合案内

### 南庁舎
所在地：岐阜市神田町1丁目11番地

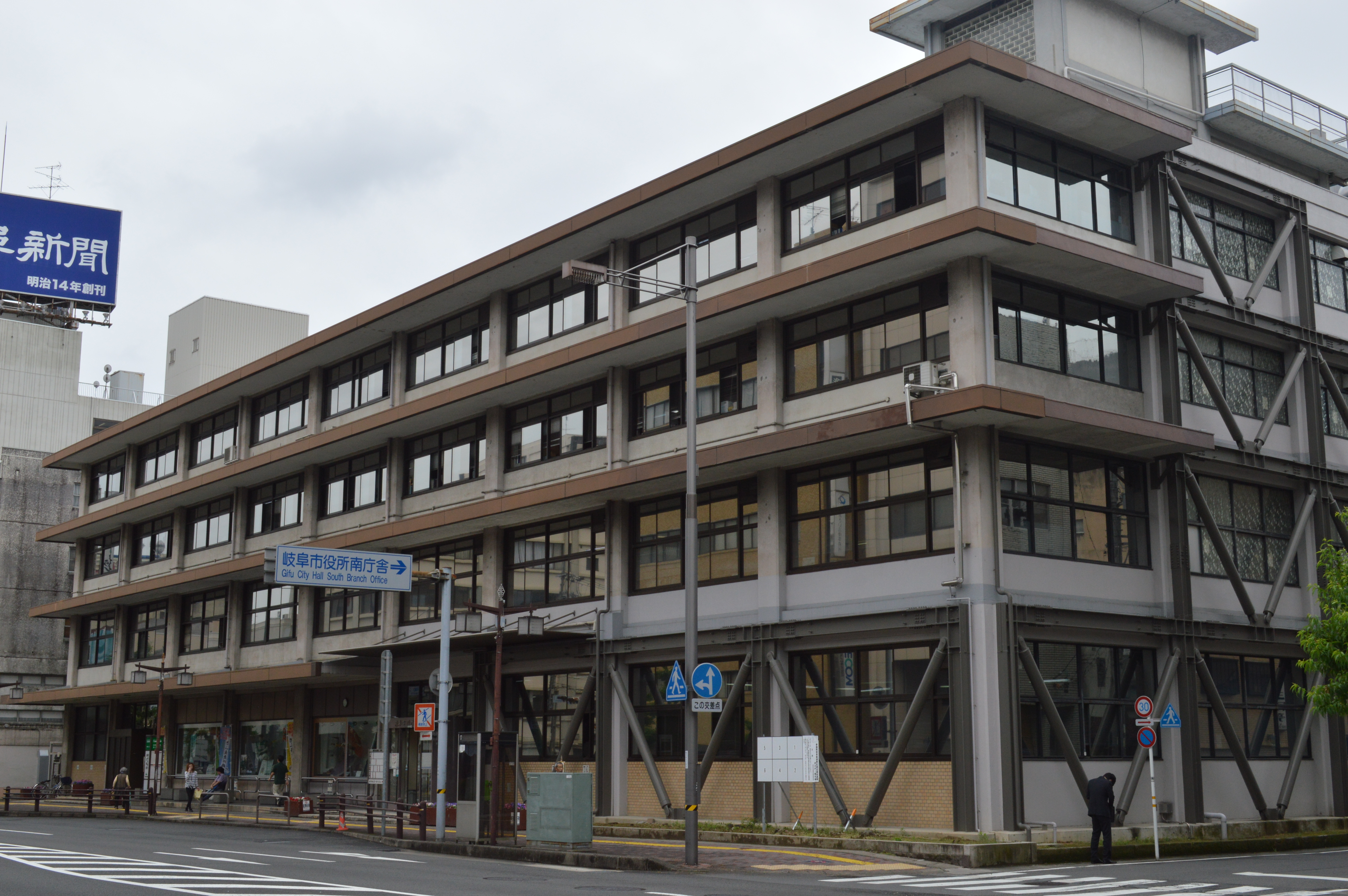
南庁舎

旧岐阜中央郵便局の建物である。1960年（昭和35年）に建築された地上4階建の鉄筋コンクリート造の建物であり、敷地面積は3,104.08m2、延床面積は4,986.36m2。
- 4階
  - 自然共生部
  - 監査委員事務局
- 3階
  - 市民参画部（人権啓発センター）
  - 基盤整備部（公共用地課）
  - 教育委員会
- 2階
  - 商工観光部（商工観光政策課）
  - 農林部
  - 環境事業部
  - 農業委員会事務局
- 1階
  - 行政部（行政課<文書>、管財課<守衛>）
  - 市民参画部（市民参画推進課、市民協働推進課など）
  - 商工観光部（企業誘致課、経営雇用対策課）
  - まちづくり推進部（まちづくり推進政策課、公共建築課）
  - にぎわいまち公社
  - 土地開発公社

### 西別館
所在地：岐阜市江川町27番地
旧・岐阜県山林協会の建物である。
- 2階
  - 行政部（職員育成課）

※更生保護法人岐阜県更生保護事業協会と建物を区分所有しており、2階以上が市の施設。

### 北別館
所在地：岐阜市端詰町64番地
ぎふ農業協同組合の建物の一部を賃借。
- 企画部
  - 統計分析課

### 明徳庁舎
- 2021年10月現在も使用中。新庁舎完成までは選挙管理委員会事務局事務所が設置されていた。

### 八ツ寺別館

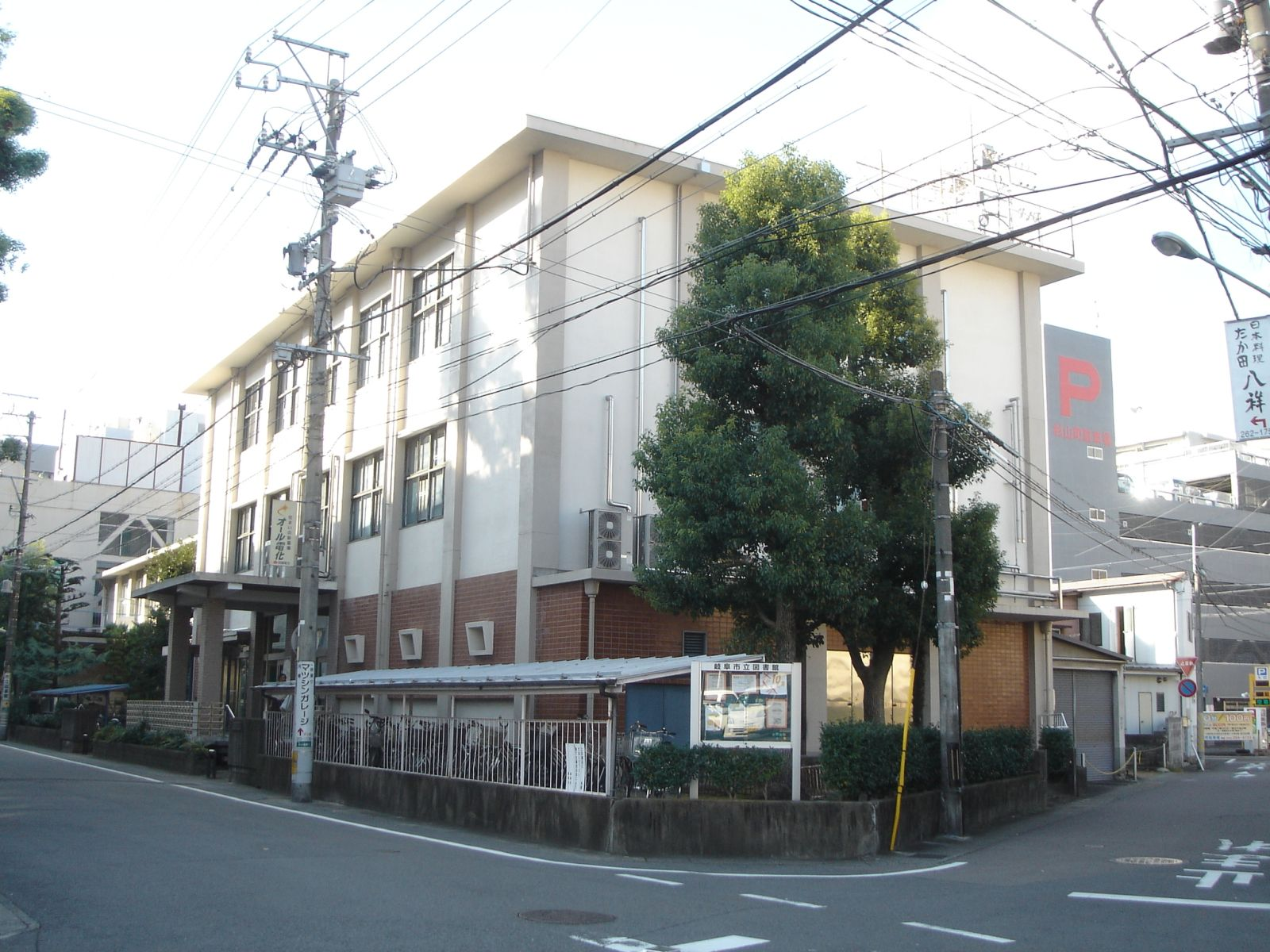
岐阜市役所八ツ寺別館

所在地：八ツ寺町1丁目7番地
旧・岐阜市立図書館本館を転用。
- 福祉部 
  - 高齢福祉課ねんりんピック推進室
  - 指導監査課
- 教育委員会
  - 市民体育課